# Вигуричі
Вигу́ричі — село в Україні, у Луцькому районі Волинської області. Входить до складу Городищенської сільської громади. Населення становить 255 осіб.

## Історія
1583 року пан Богдан Віґура платить подимний податок з маєтку князя Юрія Чарторийського села Віґурич в повіті Луцькому.
19 липня 2020 року в результаті адміністративно-територіальної реформи та ліквідації Луцького району(1940—2020) село увійшло до складу новоутвореного Луцького району.

## Населення
Згідно з переписом УРСР 1989 року чисельність наявного населення села становила 245 осіб, з яких 93 чоловіки та 152 жінки.
За переписом населення України 2001 року в селі мешкало 255 осіб.

### Мова
Розподіл населення за рідною мовою за даними перепису 2001 року:
| Мова       | Відсоток |
| ---------- | -------- |
| українська | 98,43 %  |
| російська  | 1,57 %   |

## Пам'ятки археології
На території села відомі наступні пам'ятки археології:
- В урочищі «Корчунок» — два кургани невизначеного часу, один з яких має висоту 3,5 і діаметр 22,3, а інший дуже пошкоджений оранкою.
- На території села, поблизу клубу — давньоруське поселення.
- За 1,5 км на північний захід від села, на підковоподібному мисі першої надзаплавної тераси правого берега р. Полонка (правосторонній доплив р. Чорногузки) висотою 6 м над рівнем заплави, на північ від шосейної дороги спорученням Луцьк–Львів — двошарове поселення тшинецько-комарівської культури і давньоруського періоду ХІІ-ХІІІ ст. площею до 2 га. Речові матеріали зібрані по обидві сторони від лінії електропередач.
- За 1,5 км на північ від села, на північ від саду і на північний схід від городньої бригади, на схилі першої надзаплавної тераси правого берега р. Полонка висотою 6–8 м над рівнем заплави — селище давньоруського періоду ХІІ-XIV ст. площею до 3 га.
- За 0,5 км на захід від села — поселення давньоруського часу ХІІ–ХІІІ ст.